# 瓦伦蒂娜·福尔坦
瓦伦蒂娜·福尔坦（法語：Valentine Fortin，1999年4月24日—），法国女子自行车运动员，2022年世界场地自行车锦标赛女子麦迪逊赛银牌得主和女子团体追逐赛铜牌得主、2023年世界场地自行车锦标赛女子团体追逐赛铜牌得主。